# BulletBoys
BulletBoys (oft wiedergegeben als Bulletboys oder Bullet Boys) ist eine US-amerikanische Hard-Rock-Band, die 1986 in Los Angeles gegründet wurde und gleich mit dem ersten Album zu Berühmtheit kam, die jedoch schnell wieder verging.

## Geschichte
Marq Torien, geboren als Mark Joseph Maytorena, Sohn eines Posaunisten aus dem Orchester des Jazzers Stan Kenton, spielte bei Ratt Gitarre. Er war nach Randy Rhoads’ Tod kurze Zeit Gitarrist bei Ozzy Osbourne, wurde aber für zu jung befunden und durch Bernie Tormé ersetzt. Dann bekam er einen Vertrag bei Motown Records. In dieser Zeit arbeitete er mit Stevie Wonder, den Temptations, Smokey Robinson und Rick James.
Die BulletBoys formierten sich im Januar 1988 in Los Angeles, Kalifornien. Marq Torien, inzwischen Sänger, Gitarrist Mick Sweda und Bassist Lonnie Vencent kamen alle von King Kobra. Mit dem Session- und Live-Schlagzeuger Marc Danzeisen komplettierte sich die Band. Sweda erklärte in einem Interview, Jimmy D'Anda, der als ihr traditioneller Schlagzeuger gilt, sei noch im Januar beigetreten. Dem stehen allerdings zeitnahe und retrospektive Berichte entgegen. Die ersten Monate wurden mit Danzeisen im Proberaum und in kleinen lokalen Rock-Clubs verbracht. Im Frühsommer wurde dann der Wechsel von Danzeisen zu D'Anda vollzogen. Danzeisen stieg im April des Folgejahres bei den Riverdogs ein, wo er zum dauerhaften Mitglied wurde. Der Bandname wurde aus einer Liste mit Ideen ausgewählt. Er sollte aggressiv sein, genauso wie man dem Musikgeschäft, mit dem man schlechte Erfahrungen gemacht hatte, gegenübertreten wollte. In dieser Besetzung wurde ein Demo aufgenommen. Ihr Manager verteilte es an ein halbes Dutzend Plattenfirmen. Bei Warner Brother Records bekam es Roberta Peterson, Ted Templemans Schwester, in die Hände. Sie bewog ihren Bruder, persönlich bei den Bulletboys im Proberaum vorbeizuschauen und sich von der Qualität der Band zu überzeugen. Seiner Einschätzung verdankte die Band das Vertragsangebot vom Major-Label Warner. Templeman, der sich unter anderem mit seinen Arbeiten für Montrose, die Doobie Brothers und Van Halen einen Namen gemacht hatte, reizte es, sich nunmehr der BulletBoys anzunehmen.
Das schlicht BulletBoys betitelte Debütalbum erschien am 16. September 1988. Dank einiger auf dem Fernseh-Musiksender MTV ausgestrahlter Titel verkaufte sich das Album auf Anhieb in den USA knapp eine Million Mal. Diese Marke wurde später noch überschritten. Eine erste große Tournee mit Cinderella und Winger wurde den Newcomern daraufhin ermöglicht. Auf weitere Rollen als Vorgruppe von Bon Jovi, Ozzy Osbourne, und Living Colour folgten Headliner-Shows. Der Nachfolger Freakshow wurde von Januar bis Oktober 1990 aufgenommen. Es dauerte länger als geplant, weil Sweda sich einen komplizierten Fingerbruch zugezogen hatte. Produzent war wieder Templeman, und die Veröffentlichung erfolgte am 12. März 1991 wieder bei Warner Brothers Records. Weltweit wurden über eine Million Einheiten verkauft. MTV spielte auch die aufwändiger produzierten Musikclips dieses Albums im Dauereinsatz, allen voran Hang on St. Christopher. Dieses Stück ist eine Tom-Waits-Coverversion. Eine weitere Coverversion ist Talk to Your Daughter (J. B. Lenoir). Nach der aus dem Debüt ausgekoppelten Coverversion For the Love of Money, im Original von The O’Jays, waren somit auch die neuen Singles keine Eigenkompositionen. Erneut konnte man eine Tour mit einer etablierten Hard-Rock-Größe, diesmal mit Great White, bestreiten. Später im Jahr ging es mit The Scream auf Tour. Damit endete allerdings die Erfolgssträhne, und die Bulletboys gerieten schnell in Vergessenheit.
Das dritte Album Za-Za (1993) produzierte erneut Templeman. Der Titel rührt von dem Film Der Pate III her. Darin wird Joey Zaza mit den Worten hingerichtet: „Für jedes Za eine Kugel“. Andere Trends waren in der Musikszene vorherrschend, sodass Za-Za nicht chartete. Kurz darauf verlor die Band ihren Plattenvertrag. Sweda und D'Anda verließen schließlich die BulletBoys. Ab diesem Zeitpunkt gab es kein beständiges Line-up mehr. So folgte auf die Kurzmitgliedschaft von Gitarrist Tony Marcus Tommy Pittam, der immerhin über ein Jahr lang blieb. Zeitgleich war Robby Karras der Schlagzeuger der Band, der ihr ebenfalls längere Zeit angehörte. In der Besetzung Torien (Gesang), Pittam (Gitarre), Vencent (Bass) und Karras (Schlagzeug) erschien 1995 Acid Monkey. Danach fiel die Gruppe vollends auseinander.
1998 traten Torien und Vencent mit Steven Adler (Schlagzeug) und DJ Ashba (Gitarre) auf den Plan. Der Niedergang der Band und die daraus resultierende schlechte Stimmung drückte sich beispielsweise 2000 darin aus, dass Torien, nachdem ihm die Meinung gesagt wurde, mit dem Mikrofonständer auf Vencent losging.
Im Spätherbst 2003 erschien Sophie auf dem eigenen Label Bulletboys Records. Das Album war in den Jet City Studios in Hawthorne, Kalifornien, mit Produzent Andy Johns (Led Zeppelin, Cinderella, Van Halen) aufgenommen und gemixt worden. Enthalten sind neun neue Lieder sowie eine Coverversion des Kinks-Klassikers All Day and all of the Night. Als erste Single wurde das Eröffnungsstück Neighborhood, auf dem Gastsänger Sebastian Bach von Skid Row zu hören ist, auserkoren. Diese angekündigte Single wurde offensichtlich nicht verwirklicht. Die anschließende Tour mit L.A. Guns und Black ’n Blue wurde abgebrochen, denn ein Streit um die Bezüge mit dem Busfahrer hatte zu einer Verletzung des Tourmanagers geführt. Darüber hinaus hatten die Kollegen von L.A. Guns verlangt, dass Keri Kelli, der in der Glam-Rock-Szene schon so manche Band durchlaufen hat, nicht mehr für beide Bands auf der Bühne stehen sollte, sondern nur noch für sie.
In den folgenden Monaten bestritt Marq Torien alleine als Beteiligter an All-Star-Events oder mit wechselnden BulletBoys-Besetzungen mehr oder weniger kontinuierlich Auftritte. 2006 scheiterte eine Reunion der Besetzung Torien/Sweda/Vencent/D'Anda. Und so kam es auch nicht zu einem neuen Studioalbum. Es gab nur ein Livealbum, Behind the Orange Curtain, das im April 2007 erschien. Im Juli war eine BulletBoys-Formation unter den legendären 1980er-Hard-Rock-Bands des Rocklahoma-Festivals.
2009 erschien das aufgeschobene Album 10c Billionaire, worauf Mary Torien (Gesang, Gitarre), Nick Rozz (Gitarre), Rob Lane (Bass) und Ryche Green (Schlagzeug) die Besetzung bilden. Im Herbst 2009 kehrte Lonnie Vencent zurück. Auch Tony Marcus, der direkte Nachfolger von Mick Sweda, trat der Gruppe wieder bei. Die BulletBoys wurden zu einem ähnlichen (nur nicht so hochkarätig besetzten) Festival, wie es das Rocklahoma gewesen war, am 30. April 2010 nach Stockholm eingeladen.
Mitte des Jahres gaben die Stammmitglieder den Fans und Journalisten Rätsel auf, weil es plötzlich zwei konkurrierende BulletBoys-Besetzungen gab, deren „neuere“ Sänger Andrew Freeman aufwies. Lonnie Vencent machte die Verwirrung perfekt, als er im Januar 2011 von dieser in die „ältere“, von Torien geführte überwechselte. Im Februar 2011 war Vencent schon wieder draußen. Zu diesem Zeitpunkt lautete die Besetzung: Marq Torien (weiterhin Gesang und Gitarre), Nick Rozz (zweite Gitarre), Chad MacDonald (Bass) und Johnny G. (Schlagzeug). Es lässt sich nicht feststellen, ob der Bassist, der im Juli 2011 mit dem Namen Tchad Drats angegeben wurde, mit Chad MacDonald identisch ist (die Haarlänge ist es nicht). Außerdem saß am Schlagzeug nun Don Bish Dish. Der vorherige Schlagzeuger, der mit vollem Namen John Paul „Johnny G.“ Giosa hieß, kam 2011 bei einem Autounfall ums Leben.
Im Jahre 2011 huldigte die Band verschiedenen Branchengrößen in Form eines reinen Coveralbums. Gecovert wurden Mötley Crüe, Bon Jovi, Accept und Led Zeppelin, aber auch Amy Winehouse und Eddie Money und andere nicht unbedingt dem Rock zuzuordnende Künstler. Zu einem einmaligen Reunion-Auftritt kam es am 30. Dezember 2011 in einem Club auf dem Sunset Strip.
Am 9. Juni 2015 wurde Elefante’ (der Akzent sitzt nicht auf, sondern hinter dem e) veröffentlicht. Eingespielt wurde das Album von Marq Torien (Gesang, Gitarre), Nick Rozz (Gitarre), Aaron Samson (Bass) und Shawn Duncan (Schlagzeug).
Im März 2018 wurde das Album From Out Of The Skies veröffentlicht.
Am 12. Dezember 2019 gaben BulletBoys bekannt, dass sie sich in ihrer ursprünglichen Besetzung wiedervereinigen würden. Die Reunion begann mit einem Auftritt in ihrer Heimatstadt am 30. Dezember 2019 im Whiskey a Go Go. Sie dauerte bis Januar 2022, als Schlagzeuger Jimmy D'Anda und Gitarrist Mick Sweda die Band wegen "Toxizität" innerhalb der Band verließen. Die neueste Besetzung der Band wurde kurz darauf bekannt gegeben, die neben Sänger Marq Torien aus dem Gitarristen Ira Black, dem Bassisten Brad Lang und dem Schlagzeuger Fred Aching bestehen würde.

## Stil
Bei Allmusic heißt es, der Stil der BulletBoys sei, bevor er eine bluesige Richtung eingeschlagen habe, stark von AC/DC und Van Halen beeinflusst worden. Toriens Auftreten werde oft mit dem von David Lee Roth verglichen. Oliver Klemm (Metal Hammer) beschränkte sich in seiner Debütalbum-Rezension auf die Ähnlichkeit zu AC/DC, die teilweise frappierend sei. Andreas Kraatz (Musikexpress) erkannte beim selben Album eine Van-Halen- und David-Lee-Roth-Nachahmung, die aber ohne erfolgversprechende Ansätze sei. Ein Beispiel für Van-Halen-Ähnlichkeit auf dem Debüt ist das Stück Crank Me Up. Auch Passagen des Nachfolgers Freakshow sollen laut Markus Baro (Break Out) nach Van Halens Fair Warning klingen. Selbst beim Nachfolger Za-Za breche der „Van-Halen-Groove“ durch. Als Beispiel ließe sich Fess anführen, das stark nach dem Solisten David Lee Roth klingt. Die BulletBoys würden unfairerweise als Van-Halen-Klone bezeichnet, sagt Taylor T. Carlson in seinem Buch HAIRcyclopedia Vol. 1 – The Legends. Werner Theurich hält die BulletBoys dagegen „völlig zurecht als Van-Halen-Clones geschmäht“.
Man verglich sich selbst mit den frühen Montrose und Van Halen, aber mehr hinsichtlich der Attitüde als der Musik. Allerdings waren die Debütalben beider Bands klangliches Vorbild für die Produktion, weswegen dafür Ted Templeman ausgewählt wurde. Den Blues habe man hinzugefügt, weil er die Chancen, im Radio gespielt zu werden, erhöhe.

## Diskografie

### Alben
- 1988: BulletBoys (Warner Bros. Records, US: Gold)[39]
- 1991: Freakshow (Warner Bros. Records)
- 1993: Za-Za (Warner Bros. Records)
- 1995: Acid Monkey (Swordholio Records)
- 2003: Sophie (BulletBoys Records)
- 2005: Freakshow/Za-Za. 2 LPs on 1 CD (Wonderful Bird Records)
- 2007: Behind the Orange Curtain (Live, Crash Music)
- 2009: 10c Billionaire (Chavis Records)
- 2011: Rocked & Ripped (Coverversionen, Deadline Music)
- 2015: Elefante’ (Deadline Music)
- 2018: From Out of the Skies (Frontiers Records)

### Singles und EPs
- 1988: Smooth Up In Ya (Warner Bros. Records)
- 1988: For the Love of Money (Warner Bros. Records)
- 1990: THC Groove (Radio Version) (Warner Bros. Records)
- 1990: Hang on St. Christopher (Warner Bros. Records)
- 1991: Talk to Your Daughter (Warner Bros. Records)
- 1993: 12-Minute Warning (Promo-EP, Warner Bros. Records)
- 1993: Mine (Promo-Single, Warner Bros. Records)
- 2009: Road to Nowhere (Chavis Records)
- 2015: Sympathy (Deadline Music)

### Kompilationen
- 2000: Greatest Hits – Burning Cats and Amputees: People with Issues (Deadline Music)
- 2006: Smooth Up in Ya (Cleopatra Records)